# Cleora bathyscia
Cleora bathyscia är en fjärilsart som beskrevs av Turner 1917. Cleora bathyscia ingår i släktet Cleora och familjen mätare. Inga underarter finns listade i Catalogue of Life.